# Zbigniew Bartosiewicz (polityk)
Zbigniew Bartosiewicz (ur. 24 września 1932 w Częstochowie, zm. 26 lutego 2002) – polski inżynier i polityk, minister energetyki i energii atomowej (1979–1981).

## Życiorys
Syn Stefana i Władysławy. W 1958 ukończył studia inżynierskie na Wydziale Technologii Budowy Maszyn Politechniki Gdańskiej.
W latach 1952–1958 pracował na stanowiskach mistrzowskich, w Lubuskiej Fabryce Zgrzeblarek Zielonej Górze i w Gdańskiej Fabryce Maszyn i Odlewni. Następnie do 1960 był kierownikiem wydziału w Zakładach Aparatury Elektrycznej „Lumel”, a następnie do 1969 dyrektorem technicznym-głównym inżynierem Fabryki Samochodów Ciężarowych w Lublinie. W latach 1969–1972 był dyrektorem Fabryki Przekładni Samochodowych w Tczewie, w latach 1972–1976 pełnił funkcję dyrektora Zakładów Mechanicznych „Zamech” w Elblągu.
W okresie 1949–1956 należał do Związku Młodzieży Polskiej, a od 1955 do Polskiej Zjednoczonej Partii Robotniczej. Był delegatem na VIII Zjazd PZPR, wchodził w skład komisji ekonomicznej komitetu wojewódzkiego partii w Lublinie (1960–1969), plenum komitetu powiatowego w Tczewie (1969–1972) i KW w Elblągu (1975–1976).
Pełnił również funkcję podsekretarza stanu w Ministerstwie Przemysłu Maszyn Ciężkich i Rolniczych od 12 kwietnia 1976 do 9 sierpnia 1979. Tego samego dnia, tj. 9 sierpnia 1976, Rada Państwa podjęła uchwałę o powołaniu go na funkcję ministra energetyki i energii atomowej – 24 października 1976 Sejm wyraził zgodę na powołanie go na tę funkcję. Funkcję ministra pełnił do czasu reformy i likwidacji ministerstwa, do 3 lipca 1981. Od 15 lutego 1980 do 20 lipca 1981 był zastępcą członka Komitetu Centralnego PZPR. W kolejnych latach pełnił funkcję przewodniczącego Rady Nadzorczej „Bisk” SA.
Zmarł 26 lutego 2002. Został pochowany na cmentarzu w Skolimowie.